# Microcoelia sanfordii
Espèce
Synonymes
- Encheiridion sanfordii (L.Jonss.) Senghas[1]

Microcoelia sanfordii est une espèce de plantes épiphytes de la famille des orchidées et du genre Microcoelia.
C'est une plante endémique du Cameroun, qui se développe en forêt fluviale. Elle fleurit dès le début de la première saison de pluies.

## Étymologie
Son épithète spécifique sanfordii rend hommage au botaniste William W. Sanford qui a beaucoup contribué à des recherches sur les plantes au Cameroun et au Nigeria.